# (972) Cohnia
(972) Cohnia – planetoida z grupy pasa głównego asteroid okrążająca Słońce w ciągu 5 lat i 131 dni w średniej odległości 3,06 au. Została odkryta 18 stycznia 1922 roku w Landessternwarte Heidelberg-Königstuhl, w Heidelbergu przez Maxa Wolfa. Nazwa pochodzi od Fritza Cohna (1866–1921), niemieckiego astronoma, dyrektora Astronomisches Rechen-Institut. Przed nadaniem nazwy planetoida nosiła oznaczenie tymczasowe (972) 1922 LK.